# Иевусеи
Иевусеи (ивр. יְבוּסִים‎) — доеврейское население Иудеи, которые в конце III тыс. до н. э. основали город Иерусалим (прежде известный как Салим или Иевус) и первоначально населяли его. Согласно Библии, жили в горах и являлись потомками Иевусея из рода Ханаана. Существует гипотеза о родстве иевусеев с хеттами. Управлялись царями, имя одного из них — Абду-Геба (раба Евы) — упоминается в египетских папирусах времен Аменхотепа III, а имя другого — Адониседека — сохранила Библия. Впрочем, последний мог иметь аморейское происхождение, из чего делается вывод, что на момент прихода евреев иевусеи были народом смешанного хеттско-аморейского происхождения, что находит подтверждение в Библии.
При завоевании Ханаана Иисусом Навином коалиция местных царей, в числе которых был царь Иерусалима, была разгромлена в битве при Гаваоне, однако покорить горных иевусеев не удалось. В последующую эпоху Судей иевусеи были вполне независимым народом, а Иерусалим не входил в состав Израиля:

И пришёл к Иевусу, что [ныне] Иерусалим; с ним пара навьюченных ослов и наложница его с ним. Когда они были близ Иевуса, день уже очень преклонился. И сказал слуга господину своему: зайдем в этот город Иевусеев и ночуем в нём. Господин его сказал ему: нет, не пойдем в город иноплеменников, которые не из сынов Израилевых, но дойдем до Гивы (Суд. 19:10—12)
Конец существованию иевусеев не был положен и при царе Давиде, который взял штурмом иевусейскую крепость на горе Сион и перенес туда столицу своего государства назвав её Иерусалимом.

И пошёл Давид и весь Израиль к Иерусалиму, то есть к Иевусу. А там были Иевусеи, жители той земли. И сказали жители Иевуса Давиду: не войдешь сюда. Но Давид взял крепость Сион (1Пар. 11:4, 5)
Это произошло за 33 года до смерти Царя Давида (2Цар. 4:5—9) или около 1000 года до н. э. Иерусалим потерял своего иевусейского царя в битве Вефоронской, был разграблен и сожжен коленом Иудиным; крепость его, устроенная на высоте, была занята и покорена Давидом (2Цар. 5:6, 7). Но, несмотря на это, истребить или изгнать из Иерусалима всех иевусеев евреям не удалось. Во времена Давида особенно известен из этого народа Орна иевусеянин, у которого Давид купил гумно и волов за 50 шекелей серебра (2Цар. 24:18—25).
Царь Соломон понудил иевусеев, крепость которых была взята Давидом, платить дань (2Пар. 8:7, 8). Вместе с другими жителями Иерусалима иевусеи упоминаются Библией и по возвращении иудеев из плена Вавилонского. Иоанн Дамаскин упоминает иевусеев как один из четырёх «толков» самаритян.
По некоторым соображениям, иевусеем был царь салимский Мелхиседек, который встречал Авраама хлебом и вином.